# Rudnik (powiat miński)
Rudnik – wieś sołecka w Polsce położona w województwie mazowieckim, w powiecie mińskim, w gminie Cegłów.
Rudnik sąsiaduje bezpośrednio z miejscowością Cegłów. Wieś zwarta, leżąca wzdłuż drogi powiatowej prowadzącej do Mrozów.Powierzchnia wsi obejmuje też lasy otaczające wieś od Cegłowa, na granicy z Pełczanką do granicy z sąsiednią Gminą Mrozy. Powierzchnia Sołectwa 570,78ha.
Wieś duchowna położona była w drugiej połowie XVI wieku w powiecie garwolińskim  ziemi czerskiej województwa mazowieckiego. W latach 1975–1998 miejscowość należała administracyjnie do województwa siedleckiego.
Wierni Kościoła rzymskokatolickiego należą do parafii Jana Chrzciciela i Andrzeja Apostoła w Cegłowie.